# Hidari irava
Hidari irava là một loài bướm nhảy trong họ Hesperiidae. Chúng thường xuất hiện ở vùng Nam Myanmar, Thái Lan, Tây Malaysia, Sumatra, Java, Borneo và Sula Islands.
Sải cánh dài 45–55 mm.
The larvae feed on Bambusa species and Cocos nucifera.